# فرودگاه آلاکاکت
فرودگاه آلاکاکت (به انگلیسی: Allakaket Airport) یک فرودگاه همگانی با کد یاتا AET است که یک باند فرود شن دارد و طول باند آن ۱۲۱۹ متر است. این فرودگاه در شهر آلاکاکت، آلاسکا کشور ایالات متحده آمریکا قرار دارد و در ارتفاع ۱۳۴ متری از سطح دریا واقع شده است.